# Kimble Anders
Kimble Lynard Anders (Galveston, 10 settembre 1966) è un ex giocatore di football americano statunitense che ha giocato nel ruolo di fullback nella National Football League (NFL).

## Carriera
Dopo non essere stato scelto nel Draft NFL 1990, Anders firmò con i Pittsburgh Steelers con cui passò la sua stagione da rookie senza mai scendere in campo. L'anno seguente passò ai Kansas City Chiefs con cui disputò il resto della carriera, bloccando per diversi running back che superarono le mille yard corse in stagione. Fu convocato per tre Pro Bowl consecutivi dal 1995 e 1997 e chiuse con 18 touchdown totali, 9 su corsa e altrettanti su ricezione. 

## Palmarès
- Convocazioni al Pro Bowl: 3

1995-1997
- Kansas City Chiefs Hall of Fame